# Bermei.inazawa
bermei.inazawa（ベルメイ イナザワ、1979年7月18日 - ）は、日本の作曲家、編曲家、音楽プロデューサー。

## 概要
内省的な美しいメロディと練り込まれた編曲を得意とし、レコーディング&ミキシングエンジニア等も行う。
高校時代から同人音楽シーンで活動し、2000年にたにみちNONと共に同人音楽サークル「Campanella」を結成。たにみちNONは途中脱退するが、作詞家として新たにinterfaceを迎え入れる。
2002年以降は「studio Campanella」として、試行錯誤を重ね、ワークステーションとボーカルブースを構築し、楽器演奏からボーカル収録を自ら行うようになる。
パソコンゲーム音楽の編曲を経て、霜月はるか、茶太、片霧烈火らと多数楽曲を発表。同じく作曲家である大嶋啓之、島村秀行、ESTiらとも深い親交があり、共同作品も発表している。
2007年ボーカルのAnnabelとユニット「anNina」を結成し、アニメ『ひぐらしのなく頃に』の主題歌を提供。個人としては小説『嘘つきみーくんと壊れたまーちゃん』のイメージアルバムを担当するなど更に活動の幅を広げる。
2011年5月4日にはビクターエンタテインメントよりベスト・アルバム「Chords ＼ bermei.inazawa collection」が発売。

## 作品

### 自主制作盤
- 夢を継ぐもの inherit the memory (2000)
- かがやくもの天より堕ち Brightness Falls From The Air (2001)
- Unexpected one (2001)
- ぼくらのうた (2002)
- /Campanella (2003)
- SoulS Bermei.Inazawa Works 2001-2003 (2004)
- berpop melodies & Remixies (2005)
- fourdays (2010)
- berpop melodies & Remixies vol.2 (2014)
- Tone ＼ bermei.inazawa collection (2015)
- feedbackloop (2015)
- worldlink op.1 (2016)
- berpop ensembles(2017)

### 商業盤
- Chords ＼ bermei.inazawa collection(ベスト・アルバム)

### サウンドプロデュース
Ancient Colors Infinity　(Voltage of Imagination)
- Ancient Colors Infinity vol.1 泰東ノ翠霞(feat.霜月はるか)
- Ancient Colors Infinity vol.2 蒼昊ノ恋歌(feat.茶太)
- Ancient Colors Infinity vol.3 饗旺ノ烈火(feat.片霧烈火)

「嘘つきみーくんと壊れたまーちゃん」 イメージアルバムシリーズ
- 存在の正しさは不在
- 幻想の在処は現実

「めくりめくる」 倉敷観光イメージソング
- めくりめくる イメージ・サウンドトラック(コミックス「めくりめくる」4巻の初回限定特典)

### 楽曲提供 アニメ
「ひぐらしのなく頃に解」 エンディングテーマ
- 対象a(anNina)

「ひぐらしのなく頃に礼」 エンディングテーマ
- まなざし(anNina)

「水着彼女 ～THE ANIMATION～」
- みずほ (feat.片霧烈火)

「お嬢様はHがお好き～THE ANIMATION～」
- お嬢様は紅茶がお好き(feat.片霧烈火)

「ふた部!」
- ふたなりなりに(feat.和登のえる)

「ヨルムンガンド」 エンディングテーマ
- Ambivalentidea(やなぎなぎ)

「世界征服〜謀略のズヴィズダー〜」エンディングテーマ
- ビジュメニア(悠木碧)

### 楽曲提供 ゲーム
PENTAVISION 「DJMAX」
- Stars in your eyes / DJMAX Online
- Lost'n found / DJMAX Portable 2
- Melody / DJMAX Clazziquai Edition | DJMAX TECHNIKA
- Cozy Quilt / DJMAX TECHNIKA TUNE | DJMAX TECHNIKA2
- quixotic  / DJMAX Respect
- Royal Clown / DJMAX Respect

KONAMI 「beatmania IIDX 」
- 泰東ノ翠霞 / beatmania IIDX 10th style

KONAMI「REFLEC BEAT」
- アネモイティエライ(feat.結良まり) / REFLEC BEAT 悠久のリフレシア
- with Uisce / REFLEC BEAT 悠久のリフレシア

Noxy Games「Lanota」
- Prism(feat.茶太)

神の国の魔法使い
セガ「チュウニズム」
- トリスメギストス / CHUNITHM STAR
- ウルガレオン / CHUNITHM SUN PLUS

### 楽曲提供 その他
- あさやけぼーだーらいん(Voltage of Imagination)
- Frida / Dear, Let It Out - Drops[bermei.inazawa remix]（日本盤ボーナス・トラック）
- YURiCa/花たん / 凍る花 (ERiCA)
- 悠木碧　「トコワカノクニ」（全て作曲による参加）
  - アイオイアオオイ（M1）
  - マシュバルーン（M3）
  - マシロキマボロシ（M6）
- ぼくのりりっくのぼうよみ / Water boarding -Noah's Ark edition- (Noah's Ark)
- 感傷ベクトル / Anywhere But Here
  - Anywhere But Here (作編曲)
  - 星のぬけがら (c/w編曲)
- 名取さな / ゆびきりをつたえて (作編曲)
- ファントムシータ / HANAGATAMI（作編曲）

### 書籍
- 三才ブックス 「同人音楽を聴こう!」 - インタビュー・写真掲載